# German Grobe
German Grobe (né le 27 janvier 1857 à Hanau, mort le 9 novembre 1938 à Düsseldorf) est un peintre allemand.

## Biographie
German Grobe est le fils de Johannes Grobe, commerçant, et son épouse Amalie Eberhard. Après avoir reçu ses premières leçons de Georg Cornicelius dans sa ville natale, il va à l'Institut Städel à Francfort-sur-le-Main de 1873 à 1876, où il est l'élève d'Eduard von Steinle. En octobre 1877, Grobe se rend à l'académie des beaux-arts de Munich pour Ludwig von Löfftz et en 1879, à l'académie des beaux-arts de Düsseldorf, où il est d'abord élève d'Eduard Gebhardt. De 1880 à 1883, il est l'élève d'Eugen Dücker, l'un des principaux peintres paysagistes en Allemagne. À la recherche d'un nouvel enseignant, Grobe visite Ekensund (de) à l'été 1879 pendant huit semaines. Pour Grobe, toutefois, l'élan artistique décisif venait du prédécesseur de Dücker, Andreas Achenbach, dont les paysages marins réalistes et pathétiques en Allemagne ont façonné l'idée de la "Hollande pittoresque" pendant de nombreuses années.
Rough entreprend des voyages d'étude dans les régions côtières de Bordighera (1881 et 1882), du Tréport et de Flessingue (1882), de Sylt et encore Flessingue (1883) et d'Egernsund Sogn (de) (1884). Un autre voyage d'étude le conduit en 1884 à Egmond aan Zee.
Après son mariage avec Margaret de Schultz en 1884, Grobe change plusieurs fois de résidence. Il est initialement à Düsseldorf, de 1885 à 1887 à Hambourg et de 1888 à 1891 à Munich. À Hambourg, il est membre de l'association des artistes de Hambourg de 1832 (de). En 1892, il s'installe définitivement à Düsseldorf, mais change fréquemment de résidence, jusqu'à se trouver Winkelsfelder Strasse 15 dans le quartier de Pempelfort, où il achète une maison en 1907, où il demeure toute sa vie.
À partir de 1887, Grobe fait chaque année un voyage d'études à Katwijk, accompagné de sa famille. Grobe, engagé dans la communauté évangélique libre, mène une vie très retirée. Il fait partie de l'association des artistes de Düsseldorf (de) avec notamment Wilhelm Hambüchen, Heinrich Hermanns, Eugen Kampf… À partir de 1884, il expose ses peintures à des expositions à Düsseldorf, Berlin, Munich, Vienne, Magdebourg, Brême et Dresde. En 1902, il lance une "école de peinture pour femmes" à Düsseldorf. À l'occasion de son 70e anniversaire, l'association d'art pour la Rhénanie et Westphalie (de) lui rend hommage à Düsseldorf en 1927 avec une exposition personnelle. À l'occasion de son 80e anniversaire, quelques œuvres importantes sont exposées à nouveau au même endroit. En septembre 1937, Katwijk rend hommage à l'artiste âgé de 80 ans à l'occasion du 50e anniversaire de sa première visite.

## Œuvre

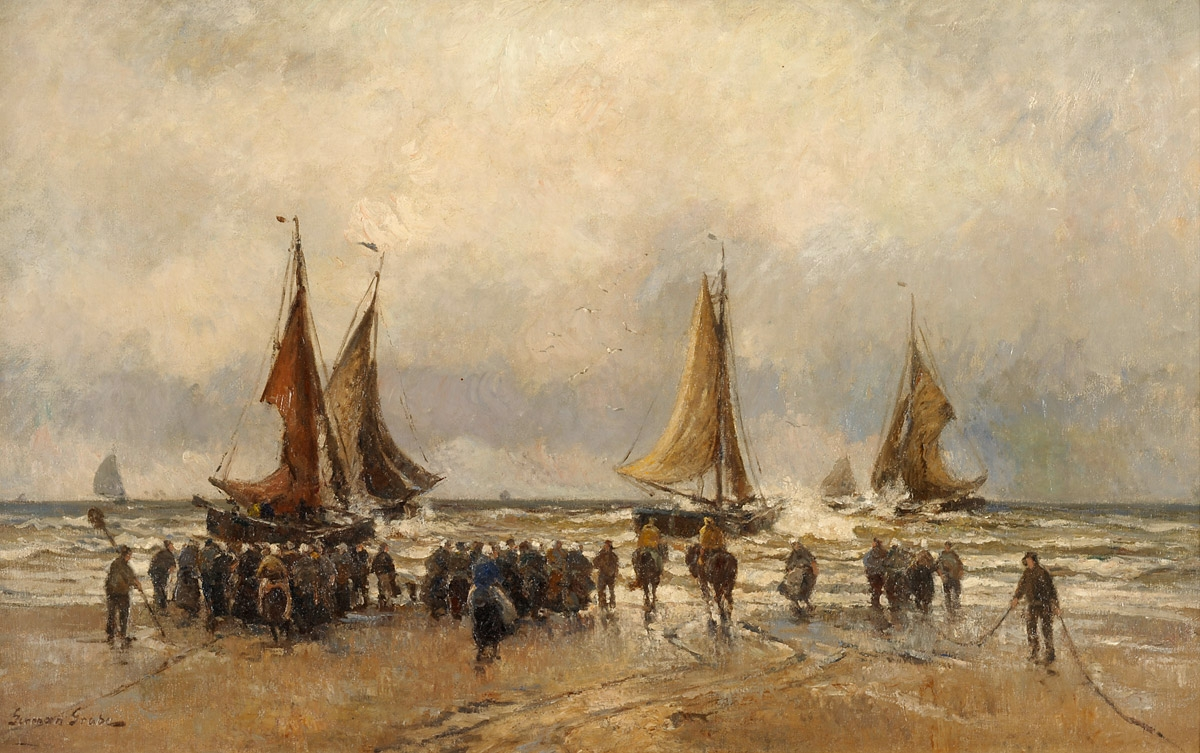
Débarquement des bateaux de pêche

Le grand succès rencontré par Grobe à l’âge de 26 ans le pousse à se tourner vers la marine, vers la vie et l’activité des pêcheurs et marins hollandais sur la plage, les installations portuaires et les bateaux de pêche au départ et à l’arrivée.
Les séjours dans sa résidence secondaire de Katwijk le rapprochent artistiquement des peintres de l'école de La Haye, en particulier du représentant le plus populaire, Hendrik Willem Mesdag. Il s'agit généralement d'une façon suggestive de représenter des bateaux de pêche en mer, mais il existe aussi des images pures de la mer sous l’influence de la lumière et du vent, avec ou sans plage. À Katwijk, Grobe étend ses activités aux enchères de poissons sur la plage, aux coquillages avec leurs charrettes, aux baigneurs et aux enfants au bord de la mer. German Grobe et Max Liebermann se rencontrent à Katwijk en 1890.
Préoccupé par les moyens de subsistance de sa famille de huit personnes, Grobe se comporte de la même manière que le marché. Se basant sur de nombreux dessins au crayon et des études d'huile sur site, Grobe est prolifique.